# Platyspathius hospitus
Platyspathius hospitus är en stekelart som beskrevs av Sergey A. Belokobylskij och Ku 2001. Platyspathius hospitus ingår i släktet Platyspathius och familjen bracksteklar. Inga underarter finns listade i Catalogue of Life.